# Plumerieae
Plumerieae je tribus Zimzelenovki (Apocynaceae), dio potporodice Rauvolfioideae.

## Razdioba
Sastoji se od 3 podtribusa sa ukupno 11 tribusa:
1. Subtribus Allamandinae A. DC.
  1. Allamanda L. (15 spp.)
2. Subtribus Plumeriinae Pichon ex Leeuwenb.
  1. Himatanthus Willd. ex Roem. & Schult. (9 spp.)
  2. Mortoniella Woodson (1 sp.)
  3. Plumeria Tourn. ex L. (19 spp.)
3. Subtribus Thevetiinae A. DC.
  1. Skytanthus Meyen (3 spp.)
  2. Anechites Griseb. (1 sp.)
  3. Cameraria L. (7 spp.)
  4. Thevetia L. (3 spp.)
  5. Cascabela Raf. (6 spp.)
  6. Cerbera L. (6 spp.)
  7. Cerberiopsis Vieill. ex Pancher & Sebert (3 spp.)